# Gregory Harrison
Pour les articles homonymes, voir Harrison.
Gregory Neale Harrison est un acteur américain né le 31 mai 1950 à Avalon, Catalina, Californie.

## Biographie
Il commence sa carrière en chantant ses propres chansons dans la boîte de nuit « The Troubadour » avec l'espoir de se faire découvrir par un agent. Il travaille à plusieurs petits boulots pour subvenir à ses besoins, notamment en étant laveur de vitres, livreur, bricoleur d'appartements et interprète dans un restaurant au thème médiéval. Il travaille occasionnellement dans des films éducatifs à 25 $ par jour, et s'est essayé au métier d'acteur, non crédité alors au générique, dans le film The Harrad Experiment en 1973 avec de jeunes comédiens encore inconnus tels que Melanie Griffith ou Don Johnson.
Ses débuts à la télévision se déroulent dans la série télévisée Wonder Woman en 1975 et l'année suivante dans un rôle de guest-star dans la série de la chaîne CBS M*A*S*H. Cela a été suivi par deux rôles différents dans la série policière Barnaby Jones et le téléfilm d'horreur Trilogy of Terror avec Karen Black toujours dans la même année 1976.
Il atteint la reconnaissance aux États-Unis et en France à travers le rôle principal de Logan 23 dans la série de science-fiction L'Âge de cristal avec Heather Menzies durant les années 1977 et 1978, ainsi que pour l'un des principaux personnages de la mini-série de douze épisodes Colorado d'après le roman de l'écrivain américain James A. Michener dans le rôle de Levi Zendt auprès des actrices Stephanie Zimbalist et Barbara Carrera.
Il se prêtera à plusieurs reprises au genre cinématographique, notamment dans son troisième film, un long métrage australien, il joue le rôle principal de Carl Winters Razorback de Russell Mulcahy tourné en 1984.
Il a également été un personnage récurrent dans la série télévisée Trapper John, M.D. entre 1979 et 1985 dans le rôle du Dr Gates et dans les dernières saisons de la série télévisée dramatique Falcon Crest durant les années 1989 et 1990 dans le rôle de Michael Sharpe.

## Vie personnelle
Depuis 1981, Harrison est marié à l'actrice Randi Oakes (qui joue l'officier Bonnie Clark dans Chips).
Le couple a eu quatre enfants, trois filles et un fils. Ils ont vécu à Gold Beach (Oregon) durant 15 ans, et résident actuellement à Eugene (Oregon). Sa fille Lily Anne accueille son premier enfant le 5 septembre 2022 avec l'acteur Peter Facinelli (Twilight).
Il aime pratiquer le surf et le golf.

## Filmographie

### Comme acteur

#### Cinéma
- 1973 : The Harrad Experiment de Ted Post : Étudiant (non crédité)
- 1976 : Jim the World's Greatest de Don Coscarelli et Craig Mitchell : Jim Nolan
- 1977 : Fraternity Row de Thomas J. Tobin : Zac
- 1984 : Razorback de Russell Mulcahy : Carl Winters
- 1987 : North Shore de William Phelps : Chandler
- 1992 : Body Chemistry II: Voice of a Stranger d'Adam Simon : Dan
- 1993 : Cadillac Girls de Nicholas Kendall : Sam
- 1995 : Hard Evidence de Michael Kennedy : Trent Turner
- 1995 : 500 Nations : le narrateur
- 1996 : Le Dernier Anniversaire (It's my party) de Randal Kleiser : Brandon Theis
- 1998 : Air Bud 2 (Air Bud : Golden Receiver) de Richard Martin : Patrick Sullivan
- 2000 : Canone inverso - making love de Ricky Tognazzi :
- 2009 : Love N' Dancing de Robert Iscove : Oncle Carl
- 2009 : Fais-leur vivre l'enfer, Malone ! (Give 'em Hell, Malone) de Russell Mulcahy : Whitmore
- 2014 : The M Word de Henry Jaglom : Mack Riley

#### Télévision

##### Téléfilms
- 1975 : La Poupée de la terreur (Trilogy of Terror) de Dan Curtis : Arthur Moore
- 1977 : The Gathering (en) de Randal Kleiser : Bud Jr.
- 1979 : The Best Place to Be de David Miller : Rick Jawlosky
- 1980 : Une femme libérée (The Women's Room) de Glenn Jordan : Ben Volper
- 1980 : The Men, the Mission, the Atomic Bomb de David Lowell Rich : Captaine Bob Lewis
- 1981 : Réservé aux dames (For Ladies Only) de Mel Damski : John Phillips
- 1983 : The Fighter de David Lowell Rich : Merle Banks
- 1983 : The Hasty Heart de Martin M. Speer : Sergent Lachlen McLachlen
- 1985 : Dans des griffes de soie (Seduced) de Jerrold Freedman : Mike Riordan
- 1986 : Oceans of Fire de Steve Carver : Ben Laforche
- 1986 : Picnic de Marshall W. Mason : Hal Carter
- 1987 : The Nativity de Don Lusk et Ray Patterson : Joseph (voix)
- 1988 : Un Renoir sur les bras (Hot Paint) de Sheldon Larry : Willie
- 1988 : La Rivière rouge (Red River) de Richard Michaels : Cherry Valance
- 1990 : Une nuit avec un tueur (Dangerous Pursuit) de Sandor Stern :
- 1990 : Angel of Death de Bill L. Norton : Gary Nicholson
- 1991 : Les Robinsons de Wall Street (Bare Essentials) de Martha Coolidge : William 'Bill' Buzell owner of Luhana
- 1992 : Breaking the Silence de Robert Iscove : Paul Danner
- 1992 : Duplicates de Sandor Stern : Bob Boxletter
- 1992 : Split Images de Sheldon Larry : Robbie Daniels
- 1993 : Défense traquée (Caught in the Act)) de Deborah Reinisch : Scott McNally
- 1993 : L'Ange meurtrier (A Family Torn Apart) de Craig R. Baxley : Tom Kelley
- 1994 : Lies of the Heart: The Story of Laurie Kellogg de Michael Toshiyuki Uno : Bruce Kellogg
- 1994 : Tis a Gift to Be Simple de James C.E. Burke : Daniel Hanover
- 1994 : Attente mortelle (Mortal Fear) de Larry Shaw : Philip Montgomery
- 1994 : La Romance de Noël (A Christmas Romance) de Sheldon Larry : Brian Harding
- 1994 : Galaxy Beat de Les Landau (en) : Dack Steelbrow
- 1995 : A Dangerous Affair (en) de Alan Metzger : Robert Kenzer
- 1995 : Mort clinique (Nothing Lasts Forever) de Jack Bender : Dr Benjamin 'Ben' Wallace
- 1996 : Summer of Fear de Mike Robe : M.. Marshall
- 1997 : Les Soupçons du cœur (When Secrets Kill) de Colin Bucksey : Greg Newhall
- 1998 : Sur les pistes de la liberté (Running Wild) de Timothy Bond : Matt Robinson
- 1998 : Un terrible doute (Murder at 75 Birch) de Michael Scott : Rick
- 1999 : Garde rapprochée (First Daughter) de Armand Mastroianni : président Jonathan Hayes
- 1999 : Quand les enfants s'en mêlent (Au Pair) de Mark Griffiths : Oliver Caldwell
- 2000 : Un président en ligne de mire (First Target) de Armand Mastroianni : président Jonathan Hayes
- 2001 : Au Pair II de Mark Griffiths : Oliver Caldwell
- 2002 : La Plus Haute Cible (First Shot) d'Armand Mastroianni : président Jonathan Hayes
- 2002 : St. Sass de Gerry Cohen : Adam Patrick
- 2004 : Jessica de Gil Junger : Brett
- 2005 : Untitled Susie Essman Project de Mark Cendrowski :
- 2007 : Nurses de P. J. Hogan : Dr Richard Morrow
- 2009 : Au Pair 3: Adventure in Paradise de Mark Griffiths : Oliver Caldwell
- 2010 : The Fuzz de Art Wolff : lieutenant Donovan
- 2012 : Le Bodyguard de l'amour (Undercover Bridesmaid) de Matthew Diamond : monsieur Thompson
- 2013 : Enquêtrice malgré elle (After All These Years) de Scott Smith : David

- 2014 : Neuf vies pour Noël (téléfilm) de Mark Jean : Chief Sam
- 2021 :  Neuf chatons pour Noël (téléfilm) de David Winning : Chief Sam

##### Séries télévisées
- 1975 : Wonder Woman : First Lieutenant - Army Medical Corps (Pilote de la 1re saison) (non crédité)
- 1976 : Barnaby Jones : Ritchie Ridder (1 épisode)
- 1976 : M.A.S.H. : Lieutenant Tony Baker (1 épisode)
- 1977 : l'Âge de cristal (Logan's Run) : Logan 23
- 1978 - 1979 : (Mini-série) Colorado : Levi Zendt (10 épisodes)
- 1979 - 1984 : Trapper John, M.D. : Dr George Alonzo Gates (142 épisodes)
- 1986 : Fresno de Jeff Bleckner : Torch
- 1989 - 1990 : Falcon Crest : Michael Sharpe
- 1990 : True Detective : Hôte
- 1990 - 1991 : The Family Man : Jack Taylor (22 épisodes)
- 1995 : New York News (en) : Jack Reilly (13 épisodes)
- 1995 : Les Sœurs Reed : Daniel Albright (5 épisodes)
- 1995-2002 : Les Anges du bonheur (Touched by an Angel) : Peter 'Pete' Jacob Taylor / Richard / Don
- 1996 - 1997 : Dark Skies : L'Impossible Vérité (Dark Skies) : Voix John Loengard vieux (19 épisodes, non crédité)
- 1998 : Au-delà du réel : L'aventure continue (The Outer Limits) : Dr Larry Chambers
- 1998 : La loi du colt (Dead Man's Gun) : Boucher/Trapper (1 épisode)
- 1998 : Maggie Winters : M. Wiehe (1 épisode)
- 1999 : Safe Harbor : John Loring (10 épisodes)
- 2000 : Ed : Nick Stanton (5 épisodes)
- 2000 - 2001 : Amy (Judging Amy) : Tom Gillette (4 épisodes)
- 2002 - 2003 : La Vie avant tout (Strong Medicine) : Dr Randolf Kilner
- 2003 : Miracles : Sheriff Ed Prescott (1 épisode)
- 2005 - 2006 : Joey : Dean (5 épisodes)
- 2005-2006 : Réunion : Destins brisés (Reunion) : Russell Brewster (7 épisodes)
- 2006 : New York, unité spéciale (Law and Order: Special Victims Unit) : Nathan Speer (saison 8, épisode 2)
- 2008 : Rodney : Duke Lewis (1 épisode)
- 2009 : Croqueuse d'hommes (Maneater) : Teddy'
- 2009 : Drop Dead Diva : Brandon Tharpe (1 épisode)
- 2009 - 2011 : Les Frères Scott (One Tree Hill) : Paul Norris (11 épisodes)
- 2010 : Les Experts : Manhattan (CSI: NY) : Roland Carson (1 épisode)
- 2011 : Hot in Cleveland : Dave (1 épisode)
- 2011 : Body of Proof : Dr Cameron Fischer (1 épisode)
- 2012 : Outside the Box : Thorn
- 2012 : Ringer : Tim Arbogast (5 épisodes)
- 2013 : Psych : Enquêteur malgré lui (Psych) : Ted Lomax
- 2014 : Reckless : Decatur Fortnum (13 épisodes)
- 2015 : Castle : Danny Valentine (saison 7 épisode 22)
- 2017 : Rizzoli and Isles : "Ron Hanson" (saison 6 épisode 11- 17 -18/ saison 7 épisode1-10-13)
- depuis 2017 : Chesapeake Shores : Thomas O'Brien (récurrent)

### Comme producteur
- 1981 : Réservé aux dames
- 1983 : Thursday's Child
- 1983 : Legs
- 1984 : Samson et Dalila
- 1985 : Dans des griffes de soie
- 1986 : Pleasures
- 1986 : Capone Chien Gangster
- 1986 : Picnic
- 1988 : La Rivière rouge (Red River) de Richard Michaels
- 1993 : The Tower

### Comme réalisateur
- 1983-1985 : Trapper John, M.D.
- 1999 : Les Anges du bonheur